# ʿAbd al-Muttalib ibn Hāschim

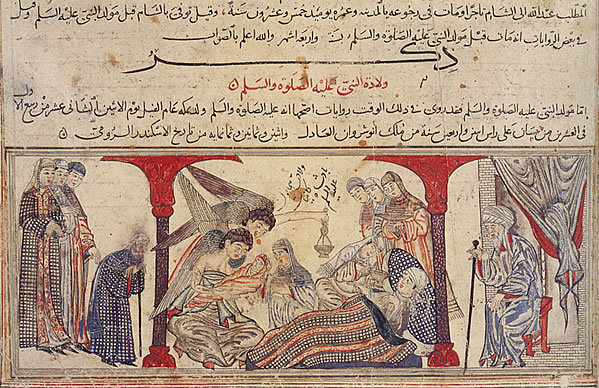
Darstellung der Geburt des Propheten mit ʿAbd al-Muttalib auf der rechten Seite stehend, Illustration aus dem Dschami' at-tawarich (14. Jahrhundert) in der Edinburgh University Library

ʿAbd al-Muttalib ibn Hāschim (arabisch عبد المطلب ﺑﻦ هاشم, DMG ʿAbd al-Muṭṭalib ibn Hāšim; gest. um 578) war Großvater des islamischen Propheten Mohammed und eine wichtige Persönlichkeit im vorislamischen Mekka. Als gemeinsamer Vorfahre der Aliden und Abbasiden war er Gegenstand zahlreicher pro-haschimitischer Legenden, die gegen die Umaiyaden gerichtet waren. Es war sowohl im schiitischen, als auch abbasidischen Interesse, ihn in einem besonders hellen Licht erscheinen zu lassen.

## Abstammung und Namensgebung
ʿAbd al-Muttalib ging aus einer Ehe hervor, die sein Vater, der Mekkaner Hāschim ibn ʿAbd Manāf aus dem Stamm der Quraisch, in Yathrib (= Medina) mit Salmā bint ʿAmr aus dem Stamm der Chazradsch einging, als er sich gerade auf einer Handelsreise nach Syrien befand. Hāschim ließ den Jungen bei seiner Mutter. Nachdem er einige Jahre später auf einer Handelsreise in Gaza gestorben war, suchte sein Bruder al-Muttalib Salmā in Yathrib auf und bedrängte sie so lange, bis sie ihm den Jungen herausgab. Al-Muttalib nahm ihn mit nach Mekka, und als sie gemeinsam auf einem Kamel in der Stadt einritten, hielten einige Leute ihn für den Sklaven (ʿabd) von al-Muttalib, woher sein Name ʿAbd al-Muttalib herrühren soll. Sein ursprünglicher Name war Schaiba („weiße Haare“); diesen soll er erhalten haben, weil er bei seiner Geburt weiße Flecken am Kopf hatte.

## Leben
Die islamische Überlieferung beschreibt ʿAbd al-Muttalib als den angesehensten Saiyid der Quraisch, einen wohlhabenden Mann, Besitzer von Hunderten von Kamelen und eines Brunnens oder Anwesens in at-Tā'if namens Dhū l-Haram. Nach dem Tod seines Onkels al-Muttalib erbte ʿAbd al-Muttalib von diesem das Amt der Bewirtung (rifāda) und Tränkung (siqāya) der Mekka-Pilger und wurde Oberhaupt der Banū Hāschim. Als Abraha Mekka angriff, soll er eine heldenhafte Rolle bei der Verteidigung der Kaaba gespielt haben. Andererseits wird berichtet, dass er aufgrund der Spannungen zwischen ihm und anderen Clanen der Quraisch Unterstützung außerhalb von Mekka suchte und seine mütterlichen Verwandten aus Yathrib rief, um ihm bei einem Streit mit Naufal ibn ʿAbd Manāf zu helfen. Zu diesem Zweck schloss er auch ein Bündnis mit dem in der Umgebung von Mekka lebenden Stamm der Chuzāʿa. Auf kaufmännischer Ebene knüpfte ʿAbd al-Muttalib Handelskontakte nach Abessinien. Er soll im Alter von 82 Jahren gestorben sein, als Mohammed acht Jahre alt war. In einigen Überlieferungen wird ihm aber auch ein Alter von 110 oder 120 Jahren zugesprochen.

## Nachkommen und Beziehung zum Propheten Mohammed
ʿAbd al-Muttalib hatte zehn Söhne, von denen neun mit Namen bekannt sind: al-ʿAbbās, Hamza, ʿAbdallāh, az-Zubair, al-Hārith, Abū Lahab, al-Muqauwim, Dirār und Abū Tālib. Durch ʿAbdallāh war ʿAbd al-Muttalib außerdem Großvater des Propheten Mohammed.
Da ʿAbdallāh bereits vor der Geburt des Propheten starb und dessen Mutter Āmina einige Jahre nach seiner Geburt ebenfalls verschied, fiel ʿAbd al-Muttalib als Großvater die Aufgabe zu, sich um den Waisen zu kümmern. Allerdings starb er wenig später selbst, als Mohammed erst acht Jahre alt war. Die weitere Fürsorge übertrug er seinem Sohn Abū Tālib, der Mohammeds Onkel war. Die islamische Überlieferung betont aber die besondere Nähe ʿAbd al-Muttalibs zum Propheten. So soll er ihn beschnitten und ihm den Namen Muhammad verliehen haben und auch bei seiner Geburt anwesend gewesen sein.

## Legenden

### Die Wiederauffindung der Zamzam-Quelle
Die islamische Überlieferung schreibt ʿAbd al-Muttalib auch die Wiederauffindung der Zamzam-Quelle zu. Die diesbezüglichen Berichte fasst Muhammad ibn Saʿd in seinem „Klassenbuch“ zusammen, die der mekkanische Lokalhistoriker al-Azraqī (gest. 837) in seiner Geschichte der Stadt Mekka mit weiteren lokalspezifischen Legenden ausschmückt.

### ʿAbd al-Muttalibs Gelübde
Die islamische Überlieferung betont vor allem die Beziehung ʿAbd al-Muttalibs zu seinem Sohn ʿAbdallāh, der der Vater Mohammeds war. Nach einer Legende, die im späten 7. Jahrhundert sowohl mündlich als auch schriftlich überliefert wurde, leistete ʿAbd al-Muttalib an der Kaaba das Gelübde, einen seiner Söhne den Götzen zu opfern, wenn ihre Anzahl die zehn erreicht. Bei der Auslosung der zehn Namen zwischen den Lospfeilen bei Hubal sei das Los auf ʿAbdallāh gefallen, den späteren Vater des Propheten Mohammed. Familienmitglieder, vor allem seine Töchter, hätten ʿAbd al-Muttalib jedoch geraten, das Gelübde durch die Opferung von zehn Kamelen als damals übliche Sühneleistung zu ersetzen. Erst nach zehnmaliger Befragung der Lospfeile soll das Los nicht mehr auf ʿAbdallāh, sondern auf die Kamele gefallen sein, wodurch dann ʿAbd al-Muttalib aber verpflichtet war, 100 Kamele zu opfern. Diese Opferung führte er dann zwischen as-Safā und al-Marwa aus.
Mit der Auslösung seines Sohnes durch 100 Kamele soll ʿAbd al-Muttalib eine neue Sunna für das Blutgeld gesetzt haben. Während die Diya für ein Menschenleben bis dahin zehn Kamele betrug, habe man danach bei Quraisch und Arabern 100 Kamele als die angemessene Wiedervergeltung betrachtet. Der Gottesgesandte habe diese Regelung später bestätigt.
Im Koranvers:

„Das ist die offensichtliche Prüfung (die wir Abraham auferlegt haben). Und wir lösten ihn (d. h. seinen Sohn, der geschlachtet werden sollte) mit einem gewaltigen Schlachtopfer aus.“

sieht die Koranexegese die von Abraham beabsichtigte Opferung seines Sohnes, die durch die Schlachtung eines Widders (kabš), dem islamischen Rechtsverständnis entsprechend, als Sühneleistung (kaffāra) abgegolten werden konnte. Im koranexegetischen Werk von at-Tabarī und später bei Ibn Kathīr bezeichnet sich Mohammed folglich als „Sohn der zwei Geopferten“ (ibn aḏ-ḏabīḥain) und deutet damit die – nicht durchgeführte – Opferung seines Vaters durch ʿAbd al-Muttalib an und versteht sich somit durch die Person Ismaels, der mit seinem Vater Abraham als der Erbauer des Kaaba-Heiligtums von Mekka verehrt wird, als Teil der abrahamitischen Tradition. Denn, so die islamische Tradition und Koranexegese, Abraham wollte seinen Sohn Ismael als Opfer darbringen.
Im vorislamischen Arabien sind Menschenopfer, männliche Kinder und Kriegsgefangene, als rituelle Praxis bekannt, im 6. Jahrhundert allerdings nicht mehr üblich gewesen. Dieser in der Retrospektive erzählte Bericht wird in der Forschung daher als unhistorisch, sein Stellenwert in der islamischen Geschichtsschreibung als apokryph betrachtet.

### Die Zeichen zukünftigen Propheten- und Königtums
Eine Erzählung, die offensichtlich der Aufwertung des quraischitischen Clans Zuhra diente, wird von Muhammad ibn Saʿd (gest. 845) unter Berufung auf Ibn al-Kalbī (gest. 819) angeführt. Nach dieser Erzählung, die Ibn al-Kalbī auf den zuhritischen Prophetengefährten al-Miswar ibn Machrama (gest. 683) zurückführte, pflegte ʿAbd al-Muttalib bei seinen Reisen in den Jemen bei einem der großen Männer von Himyar abzusteigen. Bei einer dieser Gelegenheiten traf er mit einem sehr bejahrten und belesenen Jemeniten zusammen. Er fragte ʿAbd al-Muttalib, ob er die Haare in seinen Nasenlöchern inspizieren dürfe, was ʿAbd al-Muttalib ihm auch gewährte. Nachdem er sie inspiziert hatte, sagte er, dass er dort Prophetentum (nubūwa) und Herrschaft (mulk) sehe, die Hälfte davon jedoch bei den Banū Zuhra liege. Aufgrund dieser Prophezeitung heiratete ʿAbd al-Muttalib nach seiner Heimkehr die Zuhritin Hāla bint Wuhaib, während er seinen Sohn ʿAbdallāh mit der Zuhritin Āmina bint Wahb verheiratete, die ihm dann Mohammed geboren habe. Auf diese Weise, so resümiert Muhammad ibn Saʿd oder Ibn al-Kalbī die Erzählung, habe Gott Prophetentum und Kalifat bei den Nachkommen ʿAbd al-Muttalib platziert. Mit dem Kalifat war wahrscheinlich das Kalifat der Abbasiden gemeint, denn wie die Aliden waren die Abbasiden Nachkommen ʿAbd al-Muttalibs.
Eine andere Erzählung, die Muhammad ibn Saʿd anführt, handelt davon, dass Ruqaiqa bint Abī Saifī, eine mekkanische Altersgenossin ʿAbd al-Muttalibs, in einer Zeit der Dürre träumte, dass ʿAbd al-Muttalib zusammen mit seinen Nachkommen sie erretten könne, wenn er auf dem mekkanischen Berg Abū Qubais das Regengebet anführe, weil sich unter ihnen ein Prophet befinde. Tatsächlich habe dann ʿAbd al-Muttalib dort das Regengebet angeführt, während der junge Mohammed neben ihm stand, und dadurch bewirkt, dass sich die Täler von Mekka mit Wasser füllten.
Nach einer Legende, die der chorasanische Prediger Abū Saʿd al-Charkūschī anführt, sah ʿAbd al-Muttalib im Traum aus seinen Lenden eine Kette hervorgehen, die drei Enden hatte. Eines davon reichte in den Osten, das andere in den Westen der Erde und das dritte in die Himmelshöhen. Die Zauberer und Priester deuteten ihm dies als Zeichen dafür, dass aus seinen Lenden jemand hervorgehen werde, an den die Bewohner des Himmels und der Erde glauben würden.

### ʿAbd al-Muttalib als vorislamischer Monotheist
Al-Masʿūdī (gest. 956) berichtet, dass die Menschen über ʿAbd al-Muttalib im Streit lagen. Während das eine Lager meinte, dass er ein Monotheist (muwaḥḥid) gewesen und nie Gott etwas anderes beigesellt habe und dies auch für alle anderen Vorväter des Propheten gelte, meinte das andere Lager, dass er wie auch alle anderen Vorväter des Propheten ein Beigeseller gewesen sei. Der Streit über diese Frage sei zwischen den Imamiten, Muʿtaziliten, Charidschiten, Murdschiiten und anderen Sekten ausgetragen worden.
Tatsächlich gibt es einige Überlieferungen, die dazu neigen, Mohammeds prophetisches Charisma auf ʿAbd al-Muttalib und andere seiner Vorfahren auszudehnen. Nach einer Überlieferung, die Muhammad ibn Saʿd (gest. 845) anführt, betete er Allah an (yataʾallah) und hielt Ungerechtigkeit (ẓulm) und Unzucht (fuǧūr) für schwerwiegende Verfehlungen. Nach einem Bericht, der von al-Balādhurī (gest. 892) zitiert und auf den Prophetengefährten Machrama ibn Naufal zurückgeführt wird, vollzog er sehr häufig den Tawāf um die Kaaba führte die religiöse Praktik des tahannuth am Berg Hirā' ein. Immer, wenn der Mond des Ramadan erschien, soll er in die Höhle Hirā' eingetreten sein und sie erst wieder verlassen haben, wenn der Monat abgelaufen war. Dann habe er den Armen zu essen gegeben.
Nach einem Bericht, der auf den schiitischen Doxographen Abū ʿĪsā al-Warrāq (gest. 861/62) zurückgeht, gehörte ʿAbd al-Muttalib zu denjenigen Arabern, die schon in vorislamischer Zeit an einen Schöpfergott, einen Anfang der Welt, die Wiederauferstehung der Toten und die Bestrafung und Belohnung der Menschen im Jenseits glaubten. Einige Menschen hätten behauptet, dass ʿAbd al-Muttalib auch nie ein Götzenbild (ṣanam) verehrt habe und ein monotheistischer Hanīf gewesen sei.